# Ügyvédi eskü
Az ügyvédi eskü az ügyvédi hivatás folytatásának egyik feltétele.

## Magyarországon
Az ügyvéd esküt tesz a kamarai felvételét követő 2 hónapon belül a kamara elnöke előtt. Tevékenységét csak az eskü letétele után kezdheti meg. Az eskütételről a kamara okiratot készít, amely tartalmazza az eskü szövegét, letételének és az ügyvédi tevékenység megkezdésének időpontját. Az  ügyvéd és a kamara elnöke írja alá az okiratot,  amit  a kamara őriz meg.

### Az eskü szövege
„Én (az eskütevő neve) esküszöm, hogy Magyarországhoz és annak Alaptörvényéhez hű leszek, jogszabályait megtartom. Ügyvédi hivatásom gyakorlása során szakmai kötelességeimet lelkiismeretesen és a legjobb tudásom szerint, ügyfelem érdekében eljárva teljesítem és az ennek során tudomásomra jutott titkot megőrzöm. (Az eskütevő meggyőződése szerint.) Isten engem úgy segéljen!”